# Marco Esposito (giornalista)
Marco Esposito (Napoli, 1º luglio 1963) è un giornalista e saggista italiano.

## Biografia
Diventa professionista nel 1993 a Milano, premiato dall'Ordine dei giornalisti del capoluogo lombardo per la migliore prova d'esame di quell'anno. Dopo tre anni di lavoro come redattore economico a Milano Finanza, passa a La Voce, il giornale di Indro Montanelli. In seguito alla chiusura nell'aprile 1995 del quotidiano montanelliano, Esposito si trasferisce a Roma dove inizia un'attività di free lance, fino all'assunzione al quotidiano la Repubblica. Nel 2000 il direttore de Il Mattino Paolo Gambescia lo chiama a Napoli per guidare la redazione economia del quotidiano partenopeo. Nel 2002 il governo degli USA seleziona Esposito tra le persone italiane ad alto potenziale e lo invita negli Stati Uniti per un progetto individuale di interscambio culturale durato tre settimane. Nel 2003 esce per la Laterza il saggio "Chi paga la devolution?". Nel 2011 pubblica con Gianni Pittella il saggio "Federalismo Avvelenato". Nel 2013 "Separiamoci", con prefazione di Pino Aprile. "Separiamoci - scrive l'autore di Terroni - elenca tutte le ragioni che potrebbero rendere inevitabile il ritorno a un Sud indipendente; e spiega come farlo bene, se quelle ragioni continueranno a essere ignorate". Il libro è oggetto di discussione in vari programmi d'approfondimento politico, tra cui Matrix, nel quale l'autore indica le motivazioni alla base del suo studio.
Nel 2008 Esposito riceve il premio giornalistico Sele d'Oro per gli articoli sul federalismo fiscale, una campagna che ha frenato l'approvazione del disegno di legge della Lombardia come modello nazionale, nonostante tale modello fosse esplicitamente richiamato nel programma elettorale della coalizione di centrodestra, vincitrice nelle elezioni politiche del 2008. Nel dicembre 2009 Marco Esposito sospende l'attività giornalistica per un periodo di aspettativa ed è nominato da Antonio Di Pietro responsabile della sezione dipartimentale Politiche per il Mezzogiorno di Italia dei Valori. Nel giugno 2011 entra nella giunta De Magistris al Comune di Napoli come assessore alle attività produttive, dove realizza la convenzione tariffaria Rca Napoli Virtuosa, promuove il lavoro e lo sviluppo con Vulcanicamente  e regolarizza mille posizioni mercatali. Resta in giunta fino al maggio 2013. Negli stessi anni è caposervizio al Mattino in aspettativa.
Il 23 giugno 2013, nel corso del primo congresso, svoltosi a Casalduni (Benevento), viene eletto segretario di Unione Mediterranea, movimento politico per il riscatto del Sud fondato a Napoli il 24 novembre 2012. Lascerà l'incarico nel 2015.
Tornato all'attività di giornalista, al Mattino realizza fino alle dimissioni nell’aprile 2025 inchieste sul depauperamento del Mezzogiorno per sanità, trasporti e istruzione, occupandosi soprattutto di federalismo fiscale, evidenziando le incongruenze nella misura dei fabbisogni standard comunali in materia di asili nido e scuola pubblica. La Commissione tecnica fabbisogni standard modificherà i criteri eliminando gli zeri per i nidi nella seduta del 24 luglio 2019. Il primo gennaio 2022 con la legge di Bilancio entra in vigore il Lep sugli asili nido, con un finanziamento iniziale di 120 milioni e dal 2027 di 1,1 miliardi di euro per 142.000 posti aggiuntivi a regime.  
Si è candidato presidente alle elezioni regionali della Campania del 31 maggio 2015 con la lista civica meridionalista "MO!" conseguendo 17.744 preferenze e lo 0,73% dei voti.
Nel 2018 pubblica con Rubbettino "Zero al Sud. La storia incredibile (e vera) dell'attuazione perversa del federalismo fiscale". Tra i primi a occuparsi delle denunce documentate nel saggio c'è Oscar Giannino su Radio24 .
Il 20 giugno 2019 riceve a Roma il premio Dorso Archiviato il 22 giugno 2019 in Internet Archive..
Nell’ottobre 2020 pubblica per Piemme (Mondadori) il saggio “Fake Sud. Perché i pregiudizi sui meridionali sono la vera palla al piede dell’Italia”, con prefazione di Alessandro Barbero. Nel marzo 2024 pubblica con Rubbettino "Vuoto a perdere. Il collasso demografico. Come invertire rotta" con prefazione di Gian Carlo Blangiardo.

## Opere
- Chi paga la devolution?, Roma-Bari,  Laterza, 2003
- Domani a Mezzogiorno, Napoli, Guida, 2010 (come coautore)
- Federalismo avvelenato, Zefiro, 2011 (M.Esposito e G.Pittella)
- Separiamoci, Milano, Magenes, 2013, 2019
- Zero al Sud, Soveria Mannelli (CZ), Rubbettino, 2018
- Fake Sud, Milano, Piemme Mondadori, 2020
- Vuoto a perdere, Soveria Mannelli (CZ), Rubbettino, 2024